# Зайцев Микола Володимирович
Мико́ла Володи́мирович За́йцев (нар. 9 березня 1977, м. Горішні Плавні, Полтавська область, Українська РСР — 14 червня 2014, м. Маріуполь, Донецька область, Україна) — майор ДПСУ, учасник російсько-української війни.

## Життєпис
Микола Зайцев народився 1977 року на Полтавщині, у місті Горішні Плавні (на той час Комсомольськ). Захоплювався творчістю: малював, різав по дереву. Протягом п'яти років навчався у художній школі. Творчі таланти поєднував із технічними здібностями. З дитинства мріяв стати військовим. По закінченні середньої школи № 4 продовжив навчання у професійному будівельному ліцеї, де здобув фах машиніста будівельного крану — водія. З 1992 до 1995 року займався кульовою стрільбою в ДЮСШ № 1.
У листопаді 1996 року пішов на строкову військову службу. Закінчив Харківське вище військове училище Національної гвардії України з відзнакою, і, маючи право обирати місце служби, став офіцером служби ракетно-артилерійського озброєння військової частини 9930 Прикордонних військ. Згодом був призначений на посаду начальника служби.
З 2008 — начальник відділення забезпечення спеціальними засобами відділу інженерного та технічного забезпечення Навчального центру підготовки молодших спеціалістів Державної прикордонної служби України, в/ч 9930, селище Оршанець, Черкаська область.

## Обставини загибелі
14 червня 2014 року близько 10:00 на околиці міста Маріуполя, в районі заводу «Азовсталь», терористами із засідки була обстріляна колона автомобілів Державної прикордонної служби, яка направлялась на ротацію до підрозділів ДПСУ із вантажем провізії та речового майна. Колону чекали і для засідки обрали відкрите пристріляне місце на мосту. Терористи зробили по колоні три постріли з гранатометів і відкрили вогонь з автоматів. Один постріл з гранатомету влучив у кабіну автомобіля МАЗ, який перевозив боєприпаси. В кабіні перебували службовець (водій) Олександр Островський і прапорщик Володимир Гречаний. В результаті вибуху Островський одразу загинув, а Гречаний зазнав тяжких поранень. Він помер на операційному столі в Маріупольській міській лікарні. Другий постріл з гранатомета потрапив у задню частину автобуса, який перевозив особовий склад. Військовослужбовці покинули машину та вступили у бій. По них працювали снайпери. Майор Микола Зайцев їхав у першій легковій машині, яка проскочила засідку, але він зупинився і почав відстрілюватись з пістолета. Майор Зайцев і старшина Сергій Єпіфанов загинули від снайперських куль у голову, коли переміщувалися до укриття. Майор Віталій Вінніченко був в автобусі, що рухався у хвості колони. Розривна куля влучила йому під бронежилет, у незахищену зону під рукою, і розірвала печінку. За годину він помер у кареті швидкої допомоги. Бій тривав близько півгодини, загинули 5 прикордонників Оршанського Навчального центру. Згодом на допомогу надійшла група з Донецького прикордонного загону, а за кілька хвилин і бійці Національної гвардії. Ще 7 прикордонників у тому бою зазнали поранень.
17 червня прощання із загиблими прикордонниками пройшло в Оршанці на Черкащині, де вони служили і жили вже кілька років. Наступного дня Миколу Зайцева провели в останню путь в рідному місті на Полтавщині. Похований на міському кладовищі м. Горішні Плавні, у секторі почесних поховань.
Залишилися батьки Олена Михайлівна і Володимир Олександрович Зайцеви, сестра Наталія Малиновська, дружина Людмила та донька Лідія 2014 р. н., яка народилась за 23 дні до смерті батька.

## Нагороди та відзнаки
- Орден «За мужність» III ст. (20.06.2014, посмертно) — за особисту мужність і героїзм, виявлені у захисті державного суверенітету та територіальної цілісності України, вірність військовій присязі та незламність духу[6].
- Почесна відзнака «За заслуги перед Черкащиною» (посмертно).
- Пам'ятний знак «За заслуги перед містом Черкаси» І ст. (2015, посмертно)[7].
- Звання «Почесний громадянин міста Черкаси» (2016, посмертно)[8].

## Вшанування пам'яті
- В селі Руська Поляна Черкаського району, поблизу якого розташований Оршанський навчальний центр ДПСУ, вулицю Фрунзе перейменовано на вулицю Миколи Зайцева[9].
- У місті Черкаси провулок Фурманова перейменовано на провулок Майора Зайцева[10].
- В травні 2015 року в Черкасах відкрито пам'ятний знак землякам, які загинули в зоні АТО. На 4-метровому кованому хресті — імена і фотографії 20 полеглих Героїв, серед яких і Микола Зайцев[11].
- 17 червня 2017 року в Маріуполі, під час урочистостей з нагоди річниці визволення Маріуполя від бойовиків було відкрито меморіальний пам'ятник з іменами воїнів-прикордонників, які загинули від рук терористів 14 червня 2014 року. Меморіал було встановлено на пост-мосту, де загинули прикордонники. Поряд з ним встановлений прикордонний стовп — символ української землі, за яку прикордонники віддали свої життя[2][12].